# Коригодский, Роберт Нисонович

Коригодский Р. Н. (стоит крайний справа) с коллегами и студентами МГИМО (1975)

Ро́берт Нисо́нович Кориго́дский (15 ноября 1925, Москва — 28 августа 2020, Москва) — советский лексикограф, автор ряда индонезийских словарей.

## Краткая биография
В 1945 году окончил 3-е Ленинградское артиллерийское училище, а в 1953 году — Военный институт иностранных языков в Москве. Работал переводчиком в различных структурах министерства обороны (до 1959 г.), а также гидом-переводчиком в центральном аппарате «Интуриста» в Москве (1959—1961). В 1961—1964 был переводчиком индонезийского языка в учебном центре на Черноморском флоте в Севастополе, где учились индонезийские военные моряки. В 1962 году совершил дальний поход на крейсере «Серго Орджоникидзе», который позднее после передачи его Индонезии был переименован в «Ириан», из Севастополя в Сурабаю. В разгаре был военный конфликт Индонезии с Нидерландами по поводу Западного Ириана (западная часть острова Новая Гвинея), и Советский Союз помогал молодой республике отстаивать свой суверенитет. В 1964—1978 гг. преподавал индонезийский язык в МГИМО.
Опубликовал несколько индонезийских словарей и учебных пособий по изучению индонезийского языка .

## Основные труды
- Индонезийско-русский словарь. 45000 слов. Под ред. Сухадионо и А. С. Теселкина ; С прил. краткого грамматич. очерка индонез. яз., сост. А. С. Теселкиным. М.: Гос. изд-во иностранных и национальных словарей, 1961. 1171 с. (совестно с О. Н. Кондрашкиным и В. И. Зиновьевым)
- (отв. редактор) С. Корчикова и др. Bahasa Rusia. Buku Pelajaran (Учебник русского языка для индонезийских моряков). Введение А. К. Оглоблина. Севастополь: 1963, 408 с.
- Краткий русско-индонезийский военный словарь. М.: ВИИЯ, 1969. 238 с. (совместно с П. И. Лозовой)
- (перевод с мал.) Крис Мас. Они не понимают //Современная малайзийская новелла. Составители. В. Сигаев и Б. Парникель. Предисловие Б. Парникеля. Ред. М. Финогенова. М.: «Прогресс», 1977, с. 78-96.
- Самые обычные чудеса. 13 мистических рассказов об Индонезии // Яванская культура: к характеристике крупнейшего этноса Юго-Восточной Азии (Малайско-индонезийские исследования, III). Отв. редактор и составитель Б. Б. Парникель. М.: Академия наук СССР. Московский филиал Географического общества СССР, 1988, с. 71-79 .
- (сост. и редактор-координатор) Большой индонезийско-русский словарь. В 2 томах. 112 тыс. слов и 96 тыс. словосочетаний индонезийского языка. М.: Русский язык, 1990. 560 с. (т. 1); 496 с. (т. 2). ISBN 5-200-00334-2 (т. 1); ISBN 5-200-00335-0 (т. 2). (совместно с О. Н. Кондрашкиным, В. И. Зиновьевым, В. Н. Лощагиным)
- Дальний поход // Малайско-индонезийские исследования. Выпуск XII. Редактор и составитель В. А. Погадаев. М.: Издательский дом «Муравей-Гайд», 1999, с. 135—175. ISBN 5-8463-0026-X
- О настоящем друге (Из воспоминаний военного переводчика) //Малайско-индонезийские исследования. Выпуск XX. Редакторы-составители В. А. Погадаев, В. В. Сикорский. М.: Институт востоковедения РАН, 2018, с. 284—285.ISBN 978-5-89282-790-4